# TAB-71
Der TAB-71 ist ein 8×8-Schützenpanzerwagen (Originalbezeichnung Transportorul Amfibiu Blindat model 1971, deutsche Übersetzung: Amphibischer Panzerwagen Modell 1971) aus rumänischer Produktion, der vom Fahrzeughersteller Automecanica Moreni von 1970 bis 1990 produziert wurde. Der TAB-71 basiert in weiten Teilen auf den sowjetischen BTR-60PB.

## Entstehungsgeschichte
Die Sozialistische Republik Rumänien hatte seit 1962 die Zulassung für eine Lizenzfertigung des sowjetischen BTR-60P, woraus zunächst der Prototyp TAB-63 entstanden ist. Dieses Modell ging jedoch nicht in die Serienproduktion, stattdessen bemühte man sich um eine Lizenzerlaubnis für den moderneren BTR-60PB, was schließlich seitens der UdSSR im Jahr 1970 bewilligt wurde. Der rumänische Fahrzeughersteller Automecanica Moreni wurde mit der Herstellung beauftragt. 1972 wurde der TAB-71 erstmals auf Paraden gesichtet. Der Nachfolger ist der TAB-77.

## Technik
Im Wesentlichen basiert der TAB-71 auf dem sowjetischen Truppentransporter BTR-60PB, jedoch mit zwei zentralen Modifikationen.
Zum einen wurden stärkere Motoren verbaut, nämlich zwei SR-225-V8-Benzinmotoren mit jeweils 140 PS, die vom französischen Nutzfahrzeughersteller Saviem zugekauft wurden, anstelle der zwei sowjetischen GAZ-49B-Motoren mit jeweils 90 PS, mit denen der BTR-60 ausgestattet ist. Aufgrund der leistungsstärkeren Motoren erreicht der TAB-71 eine Höchstgeschwindigkeit von 95 km/h, die des BTR-60 beträgt 80 km/h. Zum anderen wurde der Turm mit dem
überschweren 14,5-mm-KPWT-Maschinengewehr überarbeitet. Signifikant war hierbei der deutlich erhöhte Höhenrichtbereich von −5° auf +85° der Rohrwaffe. Dadurch konnte die Bordwaffe effektiver gegen Luftziele eingesetzt werden.
Gelenkt wurde auf der Straße und im Gelände über die beiden vorderen Radpaare. Für amphibische Einsätze stand ein Wasserstrahlantrieb im Heck zur Verfügung, der mit einem Propeller mit einem Durchmesser von 60 cm Wasser durch eine Öffnung an der Fahrzeugunterseite ansaugte und am Heck aus dem Panzer brachte. Gesteuert wurde mit zwei Rudern, die mit dem Lenkrad vom Fahrer ausgerichtet wurden. Die Maximalgeschwindigkeit im Wasser belief sich auf bis zu 10 km/h, sollte der Propeller ausgefallen sein, konnte mithilfe der sich drehenden Räder ebenfalls ein Vortrieb im Wasser von etwa 5 km/h erreicht werden. Allerdings gestaltete sich dabei das Lenken des Fahrzeuges als vergleichsweise schwer. Die Panzerung aus geschweißten Panzerstahlplatten mit einer maximalen Dicke von 10 mm schützt gegen Geschosse bis zu Kaliber 7,62 mm und Granatsplitter.
Wie beim BTR-60 befinden sich die beiden Motoren im hinteren Teil des Radpanzers. Dadurch kann die Besatzung das Fahrzeug lediglich durch Seiten- und Dachluken verlassen, wodurch ein ungeschütztes auf- und absitzen gegeben ist.

## Varianten
- TAB-71: Erste Serienversion.

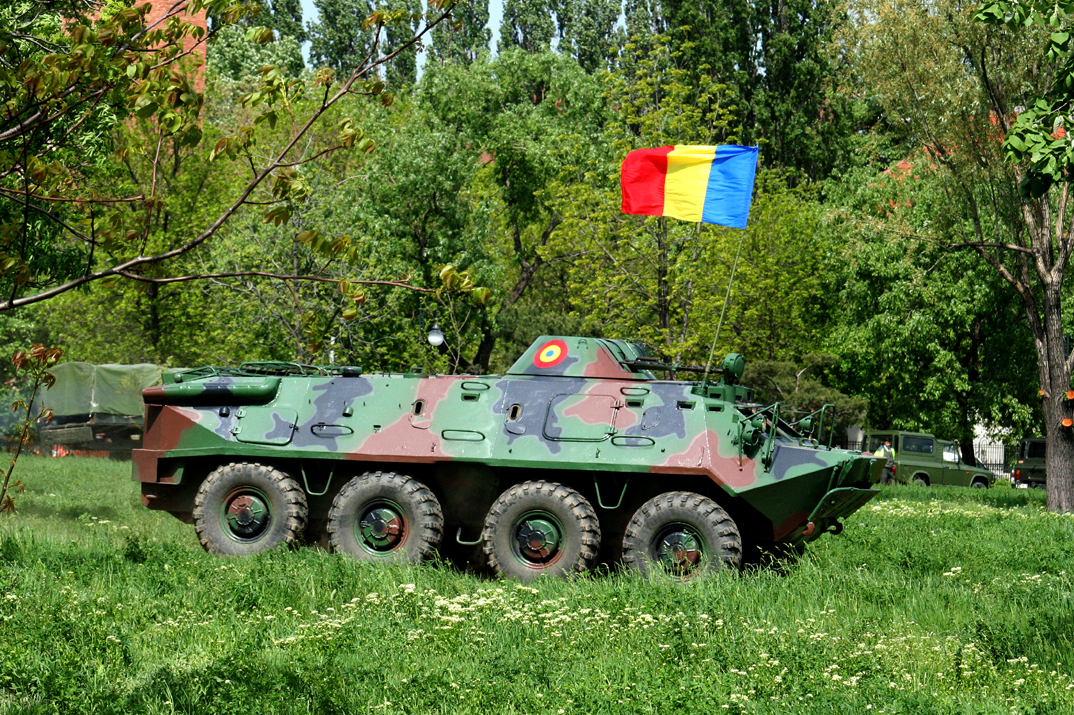
Ein TAB-71M im Jahr 2007

- TAB-71M: Verbesserte Variante mit zwei Saviem 797-05-Sechszylinder-Dieselmotoren mit jeweils 130 PS und 5,491 l Hubraum. Da die beiden Motoren mehr Platz benötigten als die Vorgänger-Benziner, musste der Triebwerksraum zuungunsten des Innenraums für die Soldaten vergrößert werden.
- TAB-71AR (AR: Aruncător de bombe): Der Turm wurde entfernt und durch eine runde Dachluke für einen 82-mm-Mörser mit 100 Geschossen ersetzt. Zwei rechteckige Dachluken wurden auf jeder Seite hinzugefügt, eine mit einem 7,62-mm-PKMS-Maschinengewehr.
- TERA-71L (Tractor de evacuare și reparații auto): Bergepanzer-Version mit Kran, Schwerlastwinden und zusätzlicher Reparaturausrüstung.
- TAB-71A R1450 / 1451 / 1452 : Kommandofahrzeug mit zusätzlicher Funkausrüstung.[4]

## Nutzer
- Rumänien: Mehrere Hundert sollen noch in den Beständen der rumänischen Streitkräften sein.[5] Im Rahmen der SFOR-NATO-Schutztruppe für Bosnien und Herzegowina wurde der Radpanzer eingesetzt.
- Moldau: Von 1992 bis 1995 wurden 161 TAB-71M geliefert.[6]
- Jugoslawien: 1980/1981 erfolgte eine Lieferung von 40 TAB-71M für die jugoslawische Polizei.[6]